# Starz Inc.
Starz Inc. (раніше Encore Media Group (1991–2001), Starz Encore Group (2001–2004), Starz Entertainment Group (2004–2009), та Liberty Starz (2009–2013)) — розважальна компанія, що володіє телевізійними каналами у США, та займається розповсюдженням та виробництвом анімованих телевізійних передач та кінофільмів.

## Starz Networks

### Список каналів
- Encore
  - Encore
  - Encore Action
  - Encore Black
  - Encore Classic
  - Encore Español
  - Encore Family
  - Encore Suspense
  - Encore Westerns
- MoviePlex
  - MOVIEplex
  - INDIEplex
  - RETROplex
- Starz
  - Starz
  - Starz Cinema
  - Starz Comedy
  - Starz Edge
  - Starz InBlack
  - Starz Kids & Family